# 月影风荷
《月影风荷》是一部2006年首播的中国大陆民国偶像剧，翻拍自1995年出品的9集电视剧《风荷怨》。该剧由上海录像公司出品，上海文广新闻传媒集团和北京东泽云祥文化艺术发展有限公司联合参与摄制，并由平江锁金执导，何赛飞、何家劲、刘诗诗、时代美、蒋毅、李健等领衔主演。全剧以民国时期的上海滩为背景，讲述由一场跌宕起伏的爱恨情仇所引出的一段笼罩在迷雾之中的陈年往事。
本剧于2004年10月26日在江苏张家港正式开机拍摄，同年12月在上海影视乐园（车墩影视基地）杀青关机。2006年8月28日，本剧在厦门卫视黄金档上星播出。

## 剧情概要
该剧讲述了二十世纪二、三十年代上海一段扑朔迷离的偶像悬疑故事。
少女季文月到上海夏家做工，却因老爷夏中范的垂涎遭到强奸怀孕后收为偏房，诞下独子夏亦寒。在夏中范在赴南洋经商中去世后，其元配严氏在一雷电交加之夜中也被文月和与青梅竹马的季文良所杀，可是所做也被严氏的养女严绣莲发现。 然而，目睹这宗谋杀案的绣莲得到精神创伤，令她失去了记忆、逃离夏家。绣莲的身份后被另一个女孩冒名顶替，夏家的产业被文月和文良侵吞，年幼的亦寒也被文月和文良蒙在鼓里。
十五年后，现为医生的夏亦寒卷入了同三个女子缠绵动人的情感中。文月后来被人谋杀，而且一切都指出，亦寒生命中的女子之一是他母亲的凶手，使他害怕找出是谁，甚至恐惧发现父亲元配之死的真相。亦寒能跟他的一生挚爱克服上一代的仇恨，幸福地走在一起吗？

## 主要演员
- 何家劲 饰演 季文良
- 何赛飞 饰演 季文月
- 蒋毅 饰演 夏亦寒
- 刘诗诗 饰演 叶风荷（严绣莲）
  - 钟点点 饰演 叶风荷（严绣莲）（童年）
- 时代美 饰演 严绣莲
- 李健 饰演 姚小越
- 宋晓英 饰演 季　母
- 金莉莉 饰演 郝美凤
- 李岚 饰演 严　氏
- 高兰村 饰演 夏中范
- 王志华 饰演 叶伯奇
- 孙铁 饰演 林天庆
- 徐健 饰演 叶令超
- 白杨 饰演 姚国根
- 刘飞 饰演 小 贵
- 叶依娜 饰演 沅 沅
- 张九妹 饰演 菊 仙
- 匡红艳 饰演 叶太太
- 于雷 饰演 老 秦
- 雨泽 饰演 方健辉
- 刘卫华 饰演 于律师